# 朱常𣵧
荊敬王朱常𣵧（？—1576年），是荆恭王朱翊鉅嫡第二子，明朝第七代荊王。

## 生平
朱常𣵧在隆慶三年（1569年）四月受封泰寧王，後因兄長世子朱常泠被革為庶人，所以他於萬曆三年（1575年）襲封荊王。他在位一年，在萬曆四年（1576年）過世，諡號敬，無子，三年後其弟安城王朱常泴就嗣位。
朱常𣵧逝世后安葬于王坟山。中华人民共和国成立后曾得到发掘，1982年，其墓地成为蕲春县县级重点文物保护单位。2007年，该陵墓一度遭到盗窃。